# Miami FC
Miami FC je americký fotbalový celek z Miami na Floridě, který od sezony 2016 hraje North American Soccer League, druhou nejvyšší americkou fotbalovou soutěž. Jeho spolumajitelem je bývalý italský reprezentant Paolo Maldini, trenérem další bývalý italský reprezentant Alessandro Nesta.

## Soupiska
| #  | Pozice | Hráč                |
| -- | ------ | ------------------- |
| 1  | B      | Ryan Herman         |
| 2  | O      | Jonathan Borrajo    |
| 3  | O      | Brad Rusin          |
| 4  | O      | Adaílton            |
| 5  | O      | Mason Trafford      |
| 6  | Z      | Ariel Martínez      |
| 7  | Z      | Dylan Mares         |
| 8  | Ú      | Vincenzo Rennella   |
| 9  | Ú      | Jaime Chavez        |
| 10 | Z      | Kwadwo Poku         |
| 11 | Ú      | Aaron Dennis        |
| 12 | O      | Tyler Ruthven       |
| 14 | Z      | Robert Baggio Kcira |

| #  | Pozice | Hráč              |
| -- | ------ | ----------------- |
| 15 | O      | Hunter Freeman    |
| 17 | B      | Mario Daniel Vega |
| 18 | O      | Rhett Bernstein   |
| 20 | Z      | Richie Ryan       |
| 21 | Z      | Calvin Rezende    |
| 22 | Z      | Jonny Steele      |
| 23 | Z      | Blake Smith       |
| 24 | Z      | Cizario da Costa  |
| 26 | Z      | Michael Lahoud    |
| 28 | O      | Gabriel Farfán    |
| 29 | Ú      | Stefano Pinho     |
| 31 | O      | Michel            |
| 33 | B      | Lionel Brown      |